# Dombeya rotundifolia
Dombeya rotundifolia är en malvaväxtart som först beskrevs av Ferdinand von Hochstetter, och fick sitt nu gällande namn av Jules Émile Planchon. Dombeya rotundifolia ingår i släktet Dombeya och familjen malvaväxter. Utöver nominatformen finns också underarten D. r. velutina.

## Bildgalleri

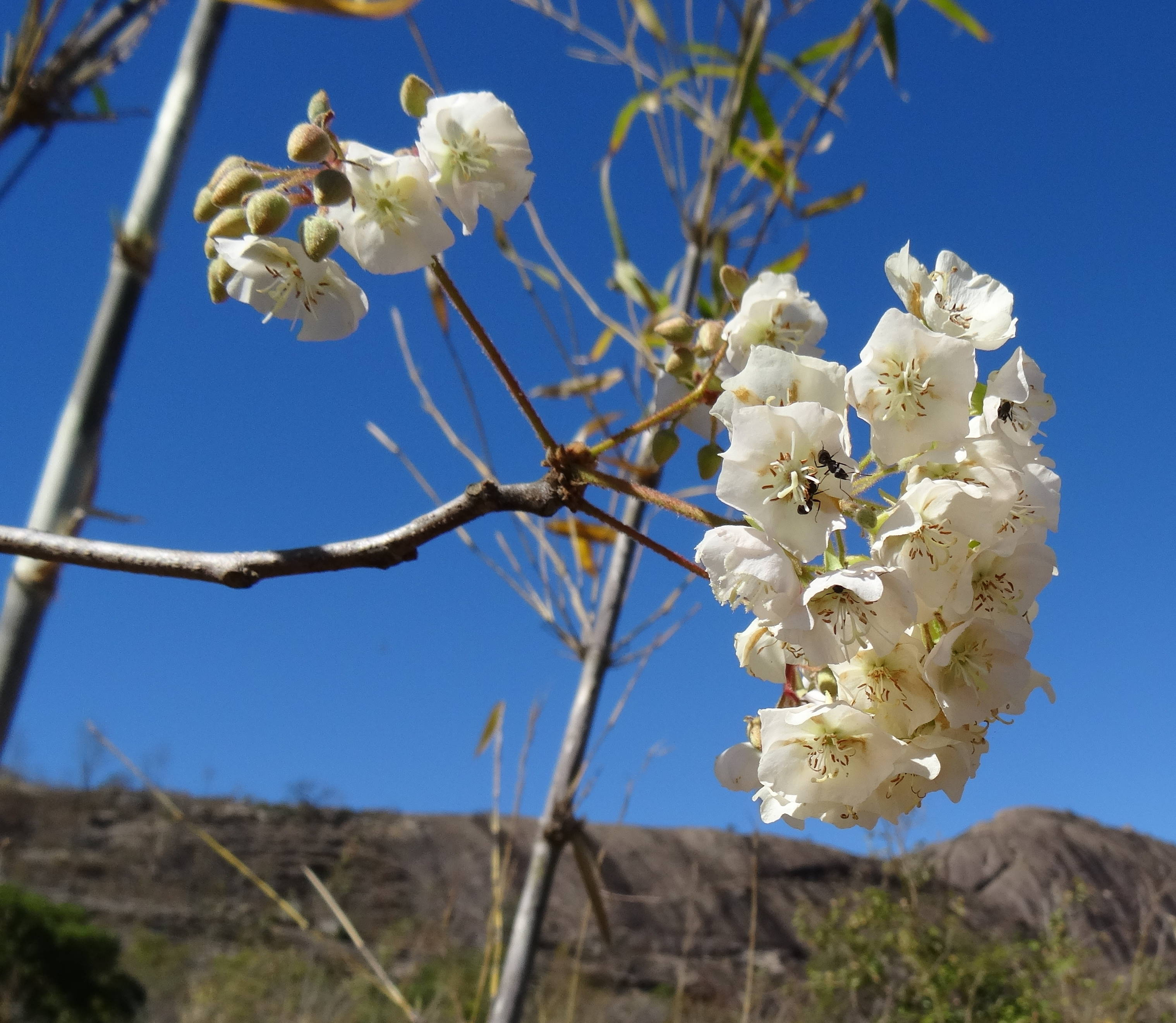
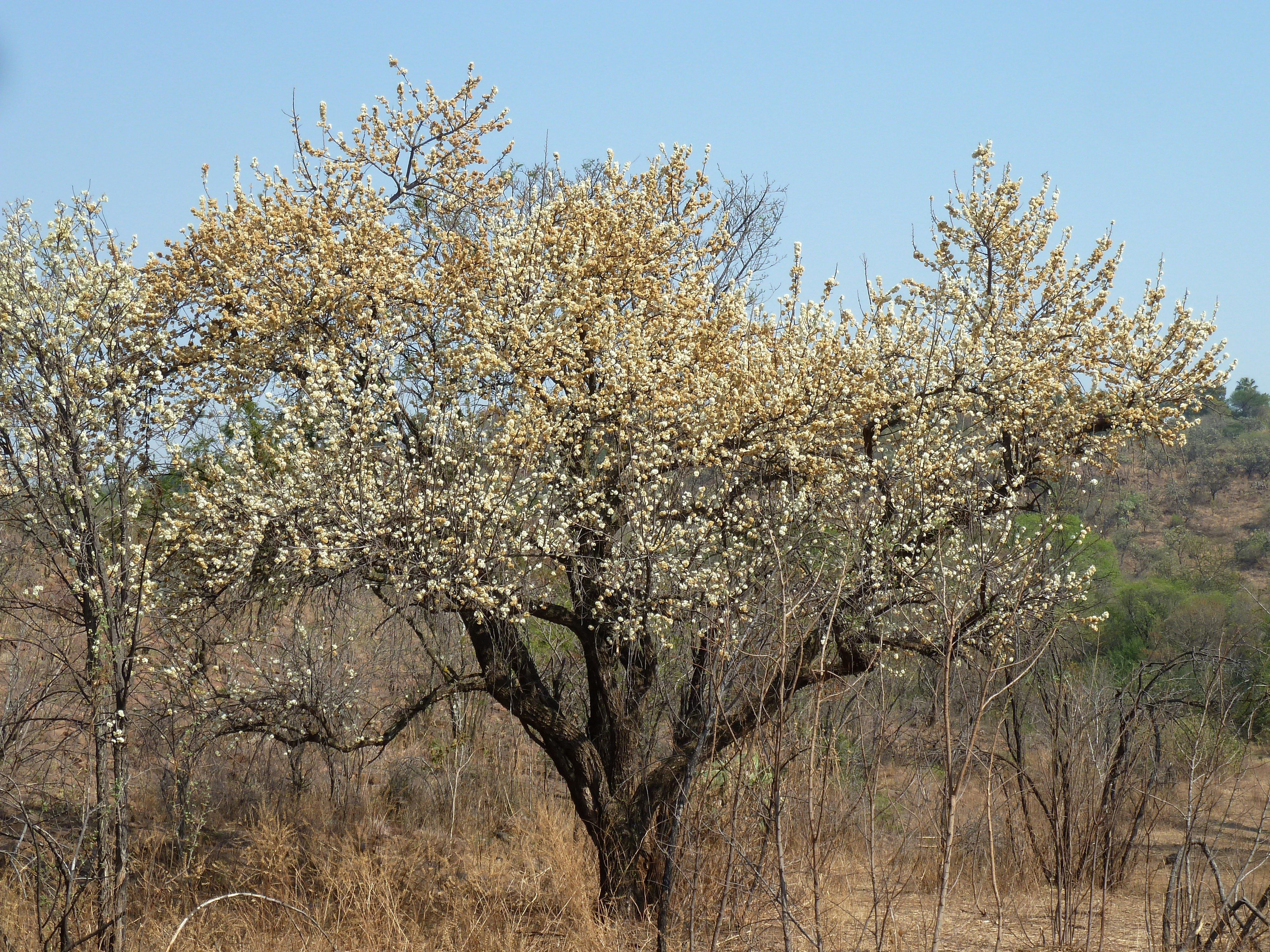
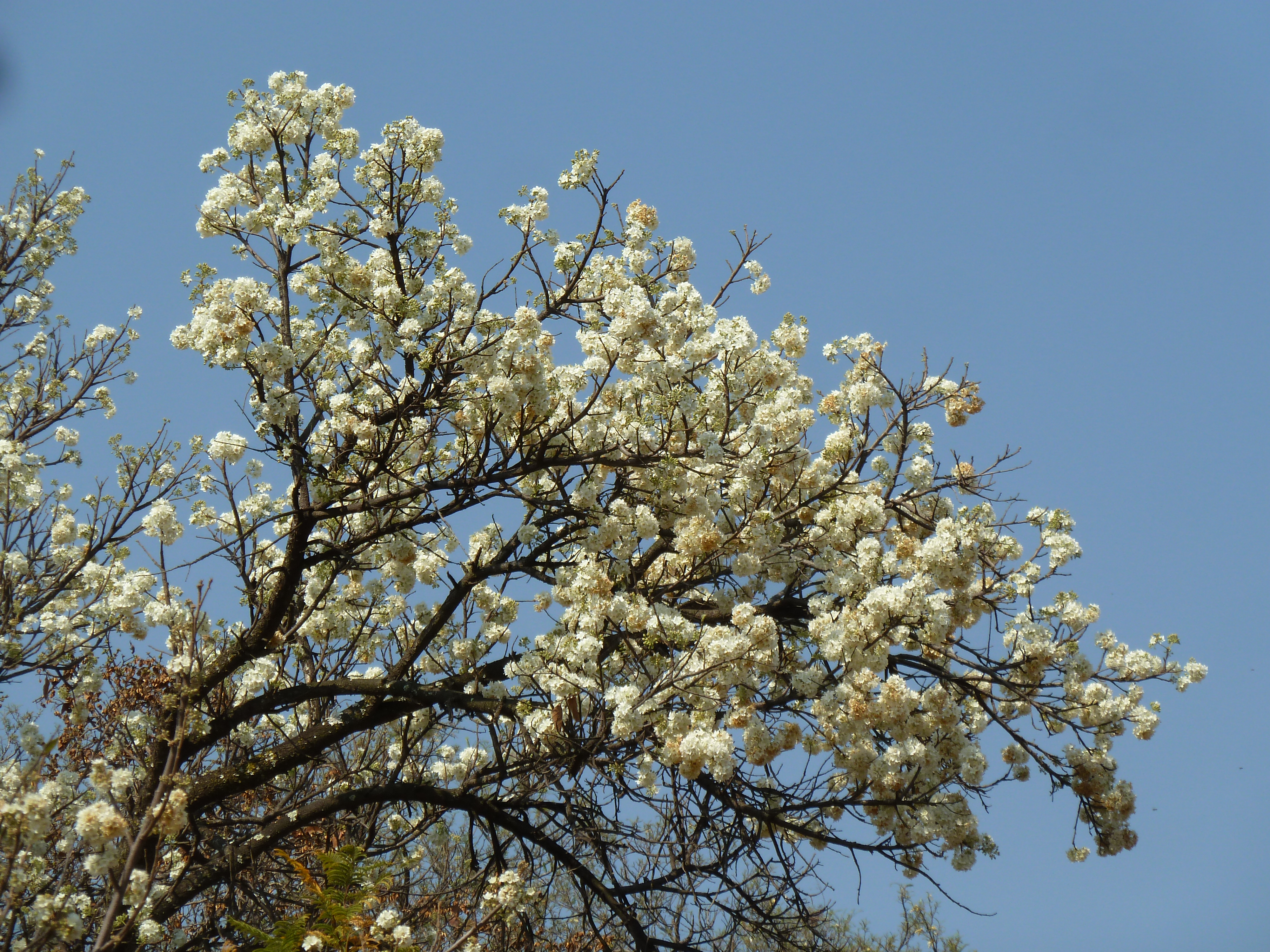
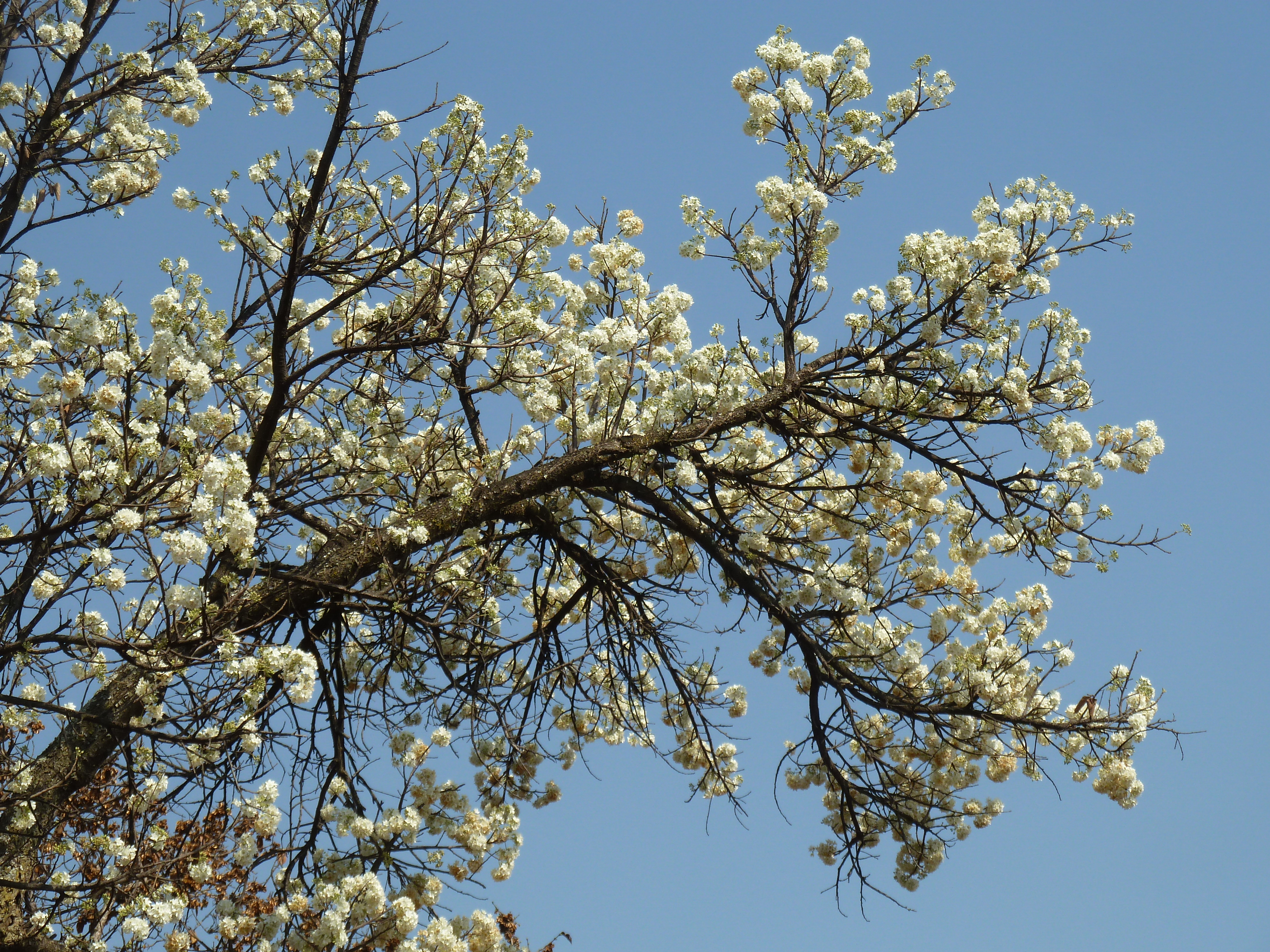
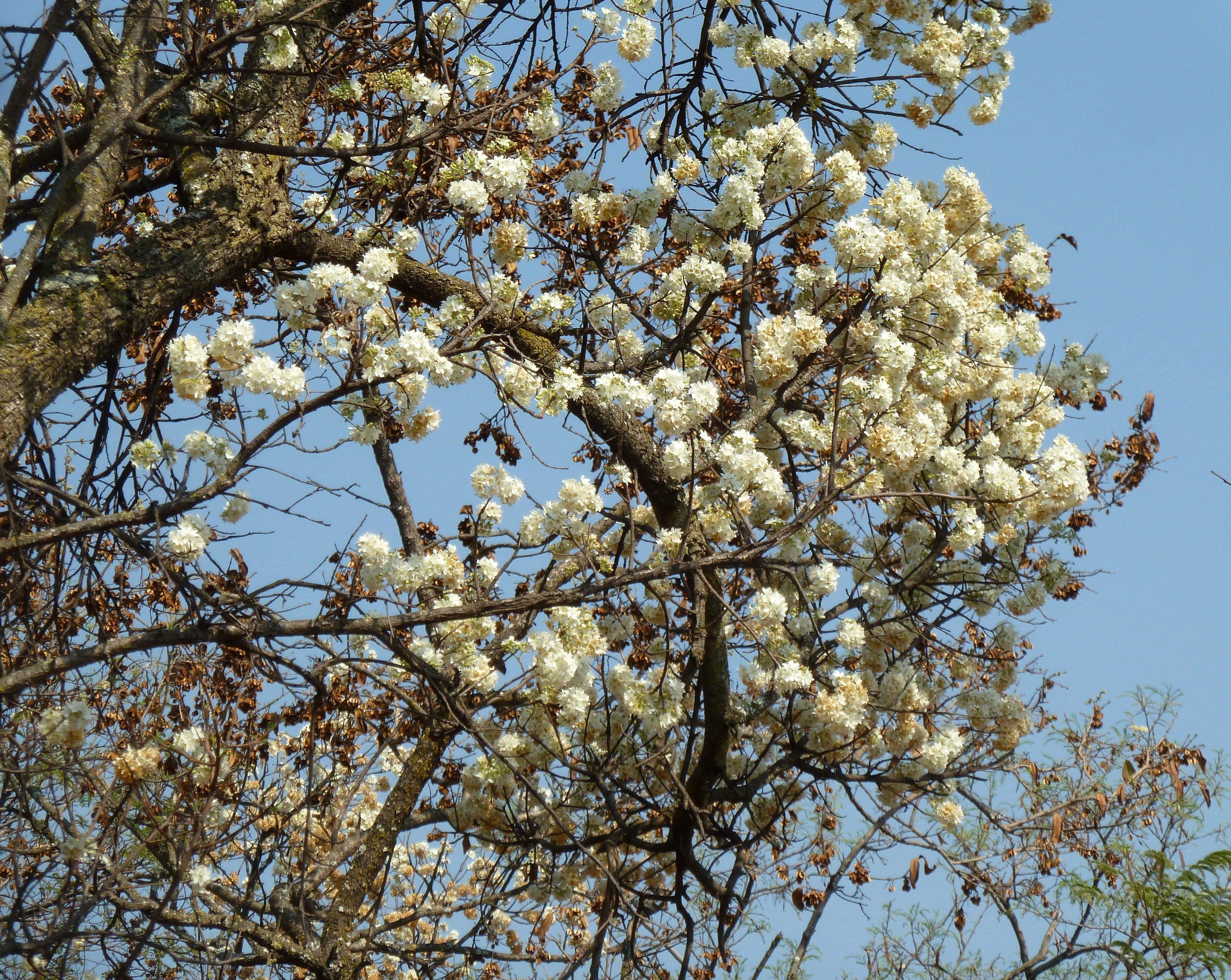
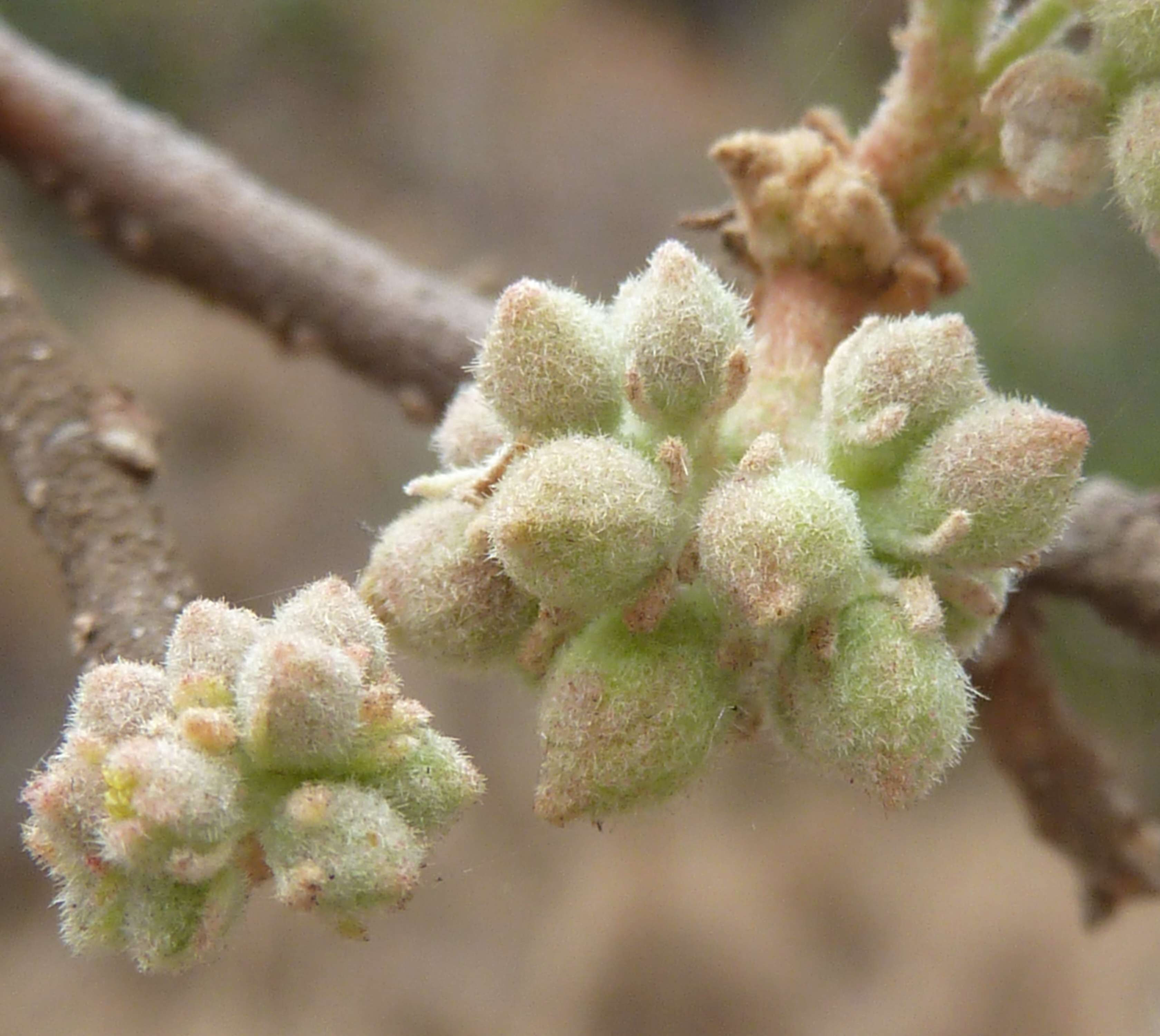